# 센카쿠 제도 개척의 날

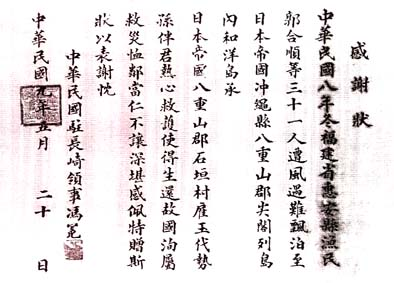
1920년 5월 20일 나가사키 주재 중국 영사로부터 센카쿠 제도에서 중국인 조난자를 구조한 것에 대해 이시가키의 어민들에게 보내진 감사장

센카쿠 제도 개척의 날(일본어: せんかく しょとう かいたくの ひ)은 중국과 일본의 영토 분쟁 지역인 센카쿠 제도 혹은 댜오위다오를 둘러싸고 일본 이시가키시에서 조례로 정한 기념일이다. 날짜로는 매년 1월 14일이며, 1895년 1월 14일 일본이 센카쿠 제도를 무주지로 간주해 일본으로 편입시켰던 날을 의미한다. 센카쿠 제도의 날, 혹은 센카쿠의 날이라고도 부른다.
센카쿠 제도(중국명 댜오위다오) 부근에서 중국 어선과 일본의 해상 보안청이 충돌한 사건으로 인해 중국과 일본의 센카쿠 제도 분쟁이 심화됐던 2010년 일본에서 기념일로 정한 후 다음 년도인 2011년부터 매년 기념일 행사를 갖고 있다.

## 같이 보기
- 다케시마의 날
- 센카쿠 열도
- 센카쿠 열도 분쟁
- 대마도의 날